# علی سچکینر آلیجی
علی سچکینر آلیجی (انگلیسی: Ali Seçkiner Alıcı؛ زادهٔ ۳ ژوئیهٔ ۱۹۶۵) موسیقی‌دان، بازیگر، خوانندگی اهل ترکیه است. وی از سال ۱۹۹۳ میلادی تاکنون مشغول فعالیت بوده‌است.